# Geokichla gurneyi
El zorzal de Gurney (Geokichla gurneyi) es una especie de ave paseriforme de la familia Turdidae que habita en África.

## Distribución y hábitat
Se encuentra en los bosques húmedos de montaña, principalmente del sureste de África, aunque existe una población disjunta en Angola; además se distribuye por Kenia, Malawi, Mozambique, el este de la República Democrática del Congo, Sudáfrica, Swaziland, Tanzania, Zambia y Zimbabue.